# Câmpani
Câmpani is een Roemeense gemeente in het district Bihor.
Câmpani telt 2573 inwoners.